# Titus Simon
Titus Michael Simon (* 1954 in Backnang) ist ein deutscher Buchautor, Sozialarbeiter, Pädagoge, emeritierter Hochschullehrer und linker Politiker (parteilos).

## Leben
Titus Simon wuchs als Sohn des Lehrers Werner Simon in Murrhardt auf. Der Vater hatte als Sanitäter gedient und war nach Zweiten Weltkrieg von Niederschlesien nach Württemberg geflüchtet. 
Nach dem Abitur studierte Simon Rechtswissenschaften, soziale Arbeit, Pädagogik und Journalistik. Von 1975 bis 1992 arbeitete Simon mit straffälligen jugendlichen Gewalttätern und in der Wohnungs- und Obdachlosenhilfe. Weiterhin engagierte er sich beim NABU Baden-Württemberg. 1992 folgte er dem Ruf an die Fachhochschule Wiesbaden und hatte dort bis 1996 den Lehrstuhl „Jugend und Gewalt“ inne. 1996 verließ er die FH Wiesbaden und wurde Professor für Jugendarbeit und Jugendhilfeplanung an der Hochschule Magdeburg-Stendal in Sachsen-Anhalt.
Politisch engagierte sich Simon im Stadtrat von Murrhardt. Bei der Landtagswahl in Baden-Württemberg 2011 kandidierte Titus Simon erfolglos als parteiloser Kandidat für die Linkspartei, die jedoch den Einzug in den Landtag mit nur 2,8 % klar verfehlte. Simon erhielt als Direktkandidat im Wahlkreis Backnang 3,3 %.
Seit seiner Emeritierung widmet sich Titus Simon der Schriftstellerei. Er ist Verfasser von einigen Krimis und anderen Romanen.
Simon ist verheiratet mit Erika Wagner-Simon, hat drei Kinder und sechs Enkelkinder und wohnt in Oberrot-Wolfenbrück.

## Werke (Auswahl)
- Der Tote von Can Victor: ein Katalonien-Krimi. Sich-Verlag, Magdeburg 2008, ISBN 978-3-9811692-4-9
- Der Stadionmörder. Sich-Verlag, Magdeburg 2008, ISBN 978-3-9811692-3-2
- Mord im Abseits: ein Fußballkrimi. Sich-Verlag, Magdeburg 2009, ISBN 978-3-9811692-1-8
- Drei Tote für Benni: ein Magdeburg-Krimi. Mitteldeutscher Verlag, Halle an der Saale 2010, ISBN 978-3-89812-674-8
- Absturz der Hütchenspieler: Gotthilf Bröckles fünfter Fall. Mitteldeutscher Verlag, Halle an der Saale 2011, ISBN 978-3-89812-765-3
- Hundsgeschrei. Silberburg-Verlag 2013, ISBN 978-3-8425-1239-9
- Kirmeskind. Silberburg-Verlag Tübingen 2014, ISBN 978-3-8425-1344-0
- Kleinstadt-Hippies. Silberburg-Verlag, Tübingen 2017, ISBN 978-3-8425-2054-7
- Wir Gassenkinder. Eine schwäbische Kindheit in den 60er-Jahren. Silberburg-Verlag, Tübingen 2020, ISBN 978-3-8425-2290-9
- Extreme Fallhöhe. Eine schwäbische Jugend in den 70er-Jahren. Silberburg-Verlag, Tübingen 2024, ISBN 978-3-8425-2443-9[3]